# Sovico
Sovico là một đô thị ở tỉnh Monza và Brianza, vùng Lombardia của Italia, khoảng 20 km về phía đông bắc của Milano. Tại thời điểm ngày 31 tháng 12 năm 2004, đô thị này có dân số 7.329 người và diện tích là 3,2 km².
Sovico giáp các đô thị: Triuggio, Albiate, Macherio, Lissone.